# Euphyia languescens
Euphyia languescens là một loài bướm đêm trong họ Geometridae.